# Állapothatározó
Az állapothatározó a nyelvészetben azt fejezi ki, hogy valamilyen személy vagy dolog milyen állapotban van, milyen állapotból kerül ki, illetve milyen állapotba kerül.
Azt a személyt vagy dolgot, amelynek az állapotát a határozó megjelöli, a mondatban többféle mondatrész nevezheti meg, így az alany (Kati betegen fekszik), a tárgy (Katit betegen találtam), ritkábban a határozó (Katira betegen találtam), még ritkábban a birtokos jelző (a betegen fekvő Katinak a feladatát más végzi el). Az állapothatározó azonban nem ezzel a mondatrésszel, hanem az igei állítmánnyal vagy bármely mondatrészként szereplő igenévvel mint alaptaggal alkot határozós szintagmát: betegen fekszik, betegen találtam, betegen fekvő.
Az alany állapotát kifejező határozót sokszor módhatározónak is fel lehet fogni. Csak forgolódtam dühösen az ágyon. (Kosztolányi) Ebben a mondatban a dühösen a forgolódtam állítmánynak alárendelt komplex állapot- és módhatározó: kifejezi az alany állapotát is (→ én vagyok dühös), a cselekvés módját is (→ a forgolódás dühös). Hasonló bővítményű szerkezetek: szelíden alszik, unottan bolyong, nyugodtan jár-kel stb. Általában azonban határozottan elválik a személy vagy dologfogalom állapotát kifejező állapothatározó a módhatározótól. Kati világosan beszélt. Ebben a mondatban a világosan beszélt csak módhatározónak fogható fel (→ a beszéd világos). Kati világosan szereti a kávét. Itt a világosan bővítmény állapothatározó (→ a kávé világos). Ugyanígy: Kati betegen fekszik (→ Kati beteg).
Az elhatárolást megkönnyíti tehát, ha a mondat kérdéses mód-, illetve állapothatározóját átalakítjuk állítmánnyá, és megnézzük, hogy a mondat melyik szava rendelhető mellé alanyként: a beszéd világos, a kávé világos. Ha cselekvésfogalmat kifejező szó lesz az alany (beszéd), akkor a határozó módhatározó, ha dolog- vagy személyfogalmat kifejező szó (kávé), akkor állapothatározó.
Az állapothatározó kifejezheti az alanyban, tárgyban stb. megjelölt személy vagy dolog testi, lelki állapotát, ruházatát. Ezt a típust belső állapothatározónak nevezzük. Megjelölheti az állapothatározó a személytől vagy dologtól független, külső (társadalmi, időjárási viszonyokat, anyagi stb.) körülményeket is, amelyek között a cselekvés, történés végbemegy. Az állapothatározónak ezt a típusát külső állapothatározónak (körülményhatározónak) nevezzük. Kifejezheti az állapothatározó azt is, hogy a személy vagy dolog milyen funkcióban, minőségben szerepel. Ezt hívjuk essivusi állapothatározónak, jelentésárnyalatai a következők:
factivusi: valamilyen funkcióba jutást fejez ki,
predikativusi: valakinek v. valaminek valamilyen funkciót tulajdonító határozó,
nuncupativusi: megnevezést fejez ki.

## Belső állapothatározó
A belső állapothatározó kifejezőeszköze lehet határozóragos főnév a következő ragokkal:
- -ba, -be (álomba ringat, gyanúba keveredik, lázba jön);
- -ban/-ben (tüdőgyulladásban fekszik, épségben érkezett meg, indulóban vagyunk, álmában emlegetett, tüdőgyulladásban halt meg);
- -ból/-ből (ébredezik az alvásból, guggolásból állt fel);
- -n, -an/en (dermedten hullanak a levelek);
- -nál/-nél (a haldokló egészen magánál volt);
- -ra/-re (vénségére koldusbotra jut, magára marad,betegre ette magát);
- -ul/-ül (tétlenül nézte);
- -stul, -stül (tövestül tépte ki, ruhástul ugrott be a vízbe);
- -val/-vel (mérgezéssel szállították kórházba, háttal állt, (tátott) szájjal hallgatta ).[1][2]

Névutós főnévvel csak ritkán fejezzük ki a belső állapothatározót. A következő névutók alkalmasak erre:
- kívül (eszméletén kívül van);
- között (élet és halál között lebeg);
- mellett (keménysége mellett jószívű);
- nélkül (lelkesedés nélkül nem lehet élni);
- esetén (betegség esetén nem jön el) (de: megérkezése esetén köszöntsétek: időhatározó; jó idő esetén kirándulunk: komplex idő- és külső állapothatározó);
- létére (megengedő) (beteg létére elment; szakember létére nem tudta megoldani);
- ellenére (megengedő) (kora ellenére fiatalos; betegsége ellenére eljött);
- dacára (betegsége dacára megírta).[1][3]

A belső állapothatározó lehet határozószó és határozószói névmás is:
- hanyatt feküdt, egyedül volt, veszteg marad, ugyanúgy marad, mezítláb futott.[1][3]

A belső állapothatározó lehet ragos melléknév, melléknévi igenév:
- -ul, ül ragokkal: rendületlenül légy híve, érintetlenül hagyta, tétlenül nézi;
- -n, -an, -en ragokkal: üresen hagyta, jókedvűen ébredt, dermedten állt.[3]

A belső állapothatározó lehet ragtalan melléknév is -atlan, -etlen, -atag, -eteg képzős melléknevekkel:  érintetlen hagy, mozdulatlan áll, csüggeteg ébredt.
Gyakran előfordul belső állapothatározói szerepben határozói igenév: állva várta, sírva üldögélt, elkeseredve kérdezte, ájulva esett össze, megigézve hallgatom, halva találták, be van zárva, el van törve.
Összekapcsolt belső állapothatározóként -val/-vel, -ban/-ben és -n, -on/-en/-ön ragos főnevek fordulnak elő elsősorban: sapkával a fején lépett be, fejjel lefelé esik, gyermekkel a karján száll fel.
A belső állapothatározó egyik sajátos típusa a számállapot-határozó, az alanyban kifejezett személyek mennyiségére mutat rá. Leggyakrabban -n, -an/-en ragos számnévvel fejezzük ki: tízen jöttek, ketten maradtak, sokan kérték, 
de kifejezhető a körül névutóval is: százötven körül voltunk a nézőtéren. Hasonló jelentésárnyalat kifejezhető a számnévi alapszavú -s képzős melléknév -ban/-ben ragos alakjával is: kettesben voltunk, és lehet a mindnyájan, mind határozószói névmással is, illetve -nként ragos főnévvel is megadhatunk számállapot-határozót: páronként jöttek.

## Külső állapothatározó
A külső állapothatározó leggyakrabban ragos vagy névutós főnév.
A külső állapothatározó ragjai:  
- -ban/-ben (ült egy kicsit a félhomályban, fagyban ácsorog);
- -ba/-be (nyomorba jutott, biztonságba helyez);
- -n/-on/-en/-ön (100 fokon forr);
- -ról/-ről (a csikós lóhátról válaszolt);
- -nál/nél (a lámpa fényénél jól látta);
- -val/-vel (rossz előjelekkel indult a vállalkozás).[1][4]

A külső állapothatározó lehet névutós főnév is: nagy égzengés közepette indult meg a zápor, a munkám mellett nincs időm szórakozásra, a mester keze alatt dolgozik, Péter pártfogó nélkül maradt, őt kivéve mindenki eljött, az utazással kapcsolatban több probléma is felmerült.
Az összekapcsolt külső állapothatározó hasonló szerkezetű, mint az összekapcsolt belső állapothatározó. a tanulók kivonultak, élükön az osztályfőnökkel, zsebében a szerződéssel.

## Essivusi állapothatározó
Az essivusi állapothatározó elsősorban ragos főnévvel és névutós főnévvel fejezhető ki. 
Ragjai:
- -ként (győztesként került ki a küzdelemből, tanárként dolgozott, Péter szólalt fel utolsóként);
- -nak/-nek (ő szólalt fel utolsónak).

Előfordul ilyen szerepben az -ul/-ül ragos főnév is (valakit feleségül vesz, kárpótlásul ad, utódjául ajánl), és az -nként rag is: kötetenként kínál. 

Az efféle határozók azonban általában komplex jelentésűek: célhatározói jelentésük is van. Hasonló komplex jelentésű a -ba/-be és a -képp(en) ragos főnév is: egy könyvet hozott ajándékba, példaképpen idézte.
Az essivusi állapothatározó kifejezhető a gyanánt, számba  és a helyett névutóval (a mérget orvosság gyanánt adta be, felnőtt számba vették, apám helyett nekem apám voltál). A helyett névutós határozót helyettesítő határozónak is nevezik.
Az essivusi állapothatározó érdekes kifejezőeszköze még a mint, morfológiai jellegű viszonyszóval kapcsolt, alanyesetben álló főnév is: mint vendég laktam nála, mint ápoló dolgozik.
Az e csoportba tartozó állapothatározók különleges típusai a -nak/-nek ragos praedicativus, nuncupativus és factivus.
A praedicativus azt fejezi ki, hogy valakinek vagy valaminek valamilyen funkcióban létet, minőséget tulajdonítanak, úgy is fogalmazhatunk, hogy ez a szerkezet valakinek, valaminek valamilyen funkciót tulajdonít. Az ilyen határozó fölérendelt tagjaként a következő igék szerepelnek:  álmodik, érez, gondol, hat, hirdet, híresztel, hisz (’vél’), igérkezk (pl. jónak), ismer, ítél, kijelent, képzel, keresztel, elkönyvel, lát(szik), minősít, mutatkozik, néz, nyilvánít, mond, rémlik, számít, szólít, talál, tart, tekint, tetszik (’látszik’), tetteti magát, vall, vél, vesz valaminek (pl. készpénznek) stb.
A nuncupativus megnevezést fejez ki: Katinak hívnak, szotyolának a napraforgó magját nevezik, (náluk) a kukoricát tengerinek nevezik.
A factivus: sokszor  -nak/-nek ragos főnévvel fejezzük ki, hogy valaki vagy valami valamilyen funkcióba jut. Ezt a komplex állapot-, cél-  és eredményhatározót factivusnak nevezi a szakirodalom. A határozói viszonyjelentések közül hol az egyik, hol a másik kerül előtérbe az idetartozó szerkezetekben. Alaptagként többnyire a következő igék szerepelnek: álcáz(za magát), alkalmaz, beáll, állít (pl. tanúnak), felcsap, befog, behív, megidéz, beiratkozik, jelentkezik, képez, felkér, készül, előléptet, megy, nevel, kinevez, felöltözik, pályázik, berendez, besoroz, beszegődik, elszerződik, születik, kitanít, terem, megtesz (pl. igazgatónak), választ, felvesz, bevonul valaminek stb.